# Kampfgeschwader 26

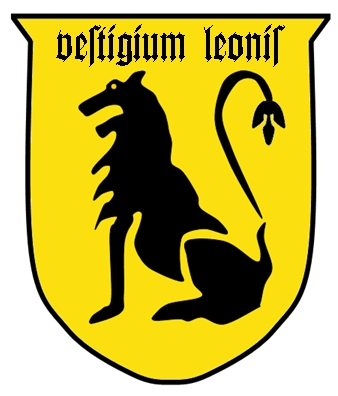
Insignie KG 26

Kampfgeschwader 26 „Löwen“ (zkr.: KG 26) byla bombardovací eskadra německé Luftwaffe za druhé světové války. Tato eskadra, zformovaná v květnu 1939, se účastnila všech významných bitev evropské části války. K její výzbroji patřily střední bombardéry Heinkel He 111 a Junkers Ju 88. K úkolům KG 26 patřilo taktické bombardování, přímá podpora pozemních vojsk a dále pak bombardování nepřátelských lodí. K faktickému zániku KG 26 došlo až teprve 9. května 1945, kdy se spojencům vzdaly II. a III. Gruppe v norském Gardermoenu a Trondheimu.

## Velitelé eskadry
- General-Major (~ generálmajor) Hans Siburg (1. květen 1939 – září 1939)
- Oberst (~ plukovník) Robert Fuchs (29. září 1939 – červen 1940)
- Oberstleutnant (~ podplukovník) Karl Freiherr von Wechmar (červen 1940 – 19. listopad 1940)
- Oberstlt Benno Kosch (25. listopad 1940 – 11. únor 1941)
- Oberst Alexander Holle (prosinec 1940 – červen 1941)
- General-Major Ernst-August Roth (15. prosinec 1941 – 2. únor 1942)
- Oberst Karl Stockmann (listopad 1942 – 31. leden 1943)
- Oberstlt Werner Klümper (1. únor 1943 – listopad 1944)
- Oberstlt Wilhelm Stemmler (listopad 1944 – leden 1945)
- Oberstlt George Teske (únor 1945 – 9. květen 1945)